# Aconitum pseudodivaricatum
Aconitum pseudodivaricatum är en ranunkelväxtart som beskrevs av Wen Tsai Wang. Aconitum pseudodivaricatum ingår i släktet stormhattar, och familjen ranunkelväxter. Inga underarter finns listade i Catalogue of Life.